# Hausen (Aargau)
Hausen is een gemeente en plaats in het Zwitserse kanton Aargau en maakt deel uit van het district Brugg.
Hausen telt 3.287 inwoners.